# 小田急電鉄経堂工場
小田急電鉄経堂工場（おだきゅうでんてつきょうどうこうじょう）は、かつて小田急電鉄に存在した鉄道車両工場である。
1927年の小田原急行鉄道開業と同時に経堂駅の北側に開設された施設で、開業当初は経堂車庫と称したが、1940年に経堂工場に改称、1948年の東京急行電鉄（大東急）からの分離後に業務の一部を再編し、1950年には新設された経堂検車区に一部業務を移管した。戦後の車両数の増加に伴い、拡張の困難な本工場と相武台工場の業務を移管する新工場を建設することになり、1962年に大野工場が業務を開始すると同時に廃止された。
本項では「小田急」と表記した場合、小田原急行鉄道および小田急電鉄をさすものとする。

## 設備概要

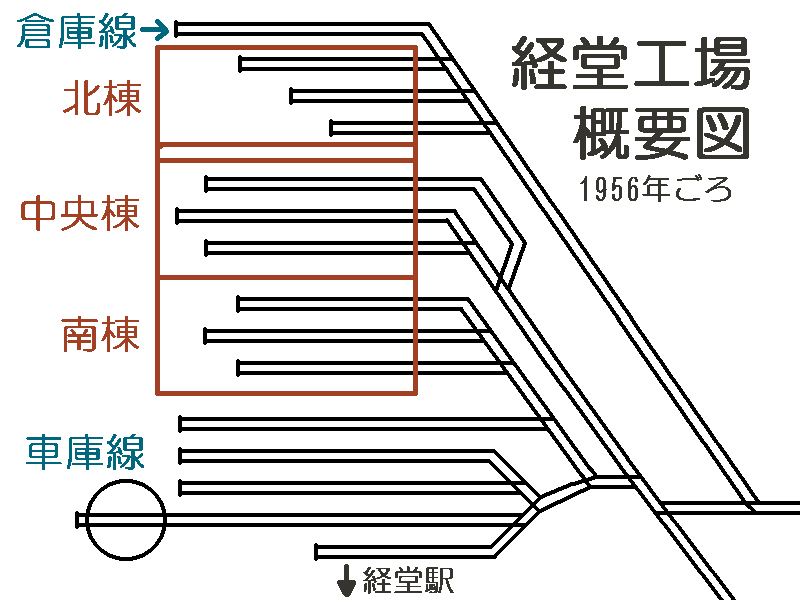
1956年頃の経堂工場構内

経堂工場の敷地は長手方向に200m程度で、3本の収容線を備えた建屋が3棟並び、3棟を合わせた幅は40.2m、建屋の奥行きは67.5mであった。
3棟のうち、もっとも北側の棟（北棟）には主電動機の保守を担当する職場（電動機職場）があった。北棟と中央棟の間には溶接職場があった。中央棟には台車の保守や整備を担当する職場（台車職場）が、南棟には電動機以外の電装品を扱う職場が設けられていた。南棟の南側にはブレーキを扱う空制機器職場があった。
これらの主建屋の南側には「車庫線」と呼ばれる線路が5線配置され、そのうち1本には転車台も設けられていた。また、主建屋北側には、部品倉庫に荷下ろしをするための「倉庫線」と呼ばれる線路が配置されていた。
塗装用の作業場は特になく、その都度建屋内の空いている線に移動して塗装作業を行なっていた。

## 沿革
1927年4月1日の小田急開業と同時に、経堂車庫として開設された。当時の小田急では、他に座間車庫と足柄車庫が設けられていたが、車両検査などは経堂車庫で行なわれていた。1940年に経堂工場に改称されたが、この頃に車両検査の内容によって業務分担が行なわれるようになった。
1948年に大東急から分離した小田急では、仕業検査については電車区で行ない、交番検査よりも大きい検査は、電車については経堂工場で、機関車や貨車については相武台工場（旧・座間車庫）で行なうようになった。さらに、1950年には仕業検査と交番検査を行なう現業機関として経堂検車区が発足し、経堂工場では重要部検査と全般検査を行なうことになった。
この時期から、小田急では編成単位で車両の検査を行なうようになった。これは、定期検査を編成単位で行なうことによって留置車両を最低限に抑える目的で行なわれたもので、当時は電動車と付随車では検査周期が異なっていたが、旧型車両でも固定編成としてまとめて入場させていた。しかし現実には、経堂工場は編成単位で検査できるだけの設備ではなかった。4両まとめて入場できるようなピット設備もなく、検査入場する際には結局固定編成を分割して検査を行なっていた。
定期検査の1工程で30回程度の入換作業が行なわれるため、1953年には連結・開放の作業を遠隔作業で行なうために、構内に放置されていたモニ1形の台枠や廃品を活用した入換用動力車としてデト1形が製作され、機械扱いで稼動を開始した。
1957年、全長108mの連接車である3000形SE車が入線すると、有効長の短い経堂工場の構内作業にも変化があった。通常のボギー車であれば、たとえ固定編成であっても切り離し自体は容易であったが、連接車では片方の車体をリフティングジャッキで持ち上げないと切り離しが出来なかった。リフティングジャッキは北棟と中央棟に1台ずつあるのみであったが、SE車は新宿側の車両の台車の上に小田原側の車両が乗る形態であったため、切り離しのために何度も車庫内への出入りを繰り返すことが予想された。経堂検車区との間には踏切が存在したため、このような作業を行なうことで踏切を支障することも問題視された。このため、SE車の検査に対応させるために車庫線にリフティングジャッキが新設され、SE車はまずここで編成を分解してから整備を行なうことになった。分解された各車両は、構内の空いているところに1両から2両ずつ留置されていた。

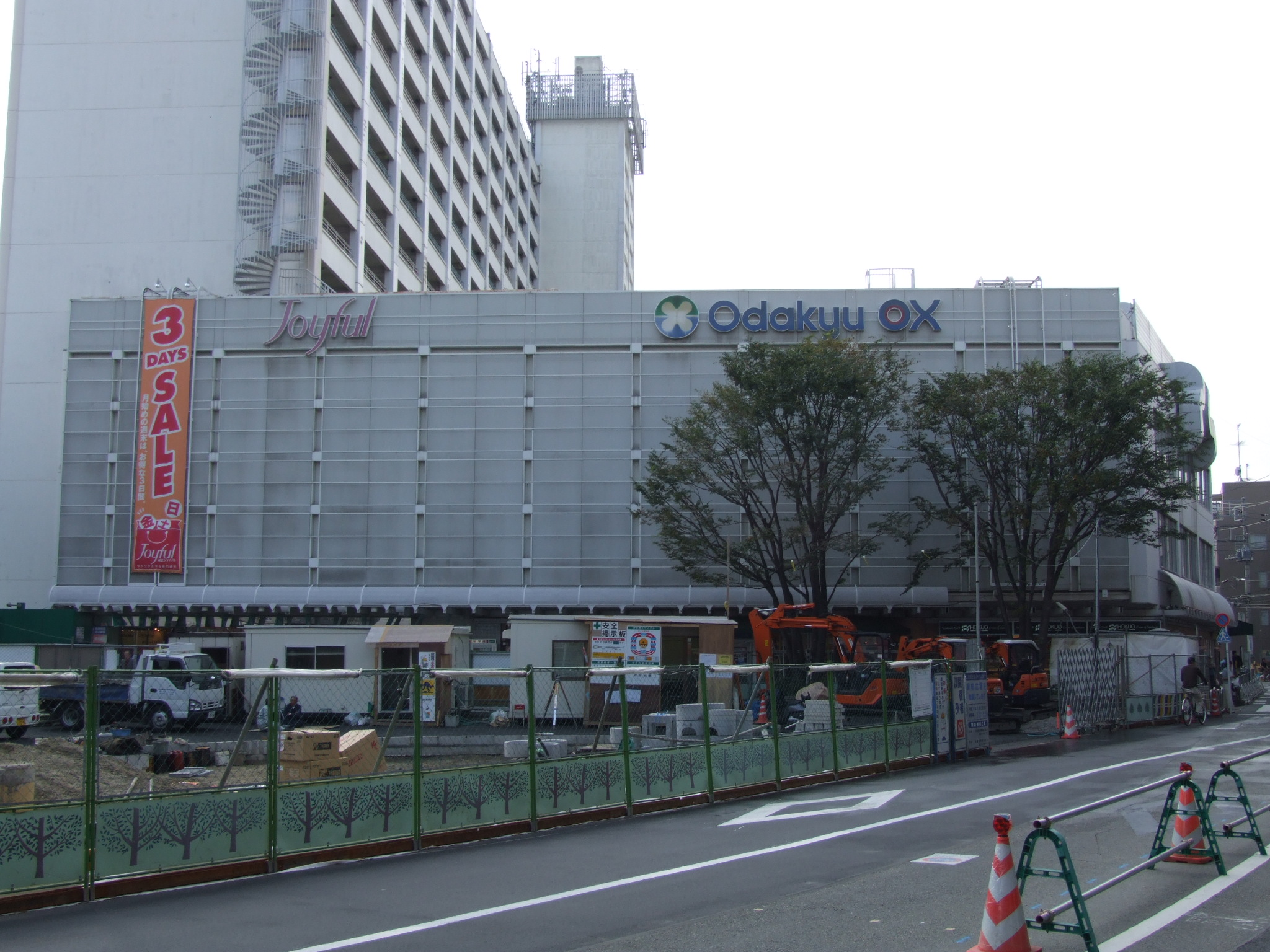
跡地に建設された「Odakyu OX」経堂本店と名店街「ジョイフル」。左後方の建物が小田急経堂アパート

その後、1959年から2400形HE車の増備が開始されるなど、車両数はさらに増加することになった。しかし、経堂工場は住宅地に囲まれており、拡張の余地がなかった。このため、増加する車両に対応した効率のよい検修施設として、経堂工場と相武台工場を統合した大野工場が新設されることになり、1962年10月に経堂工場は廃止され、デト1形も大野工場に移管された。
経堂工場の跡地には、10階建ての小田急経堂アパートとスーパー「Odakyu OX」経堂本店、名店街「ジョイフル」が建設されたが、2009年以降に再開発のため取り壊され、2011年に経堂コルティが建設された。また、工場南側の「車庫線」については3線が残され、留置線として使用されていたが、経堂駅付近の高架化時に廃止された。